# Tombe dell'Uadi Reale

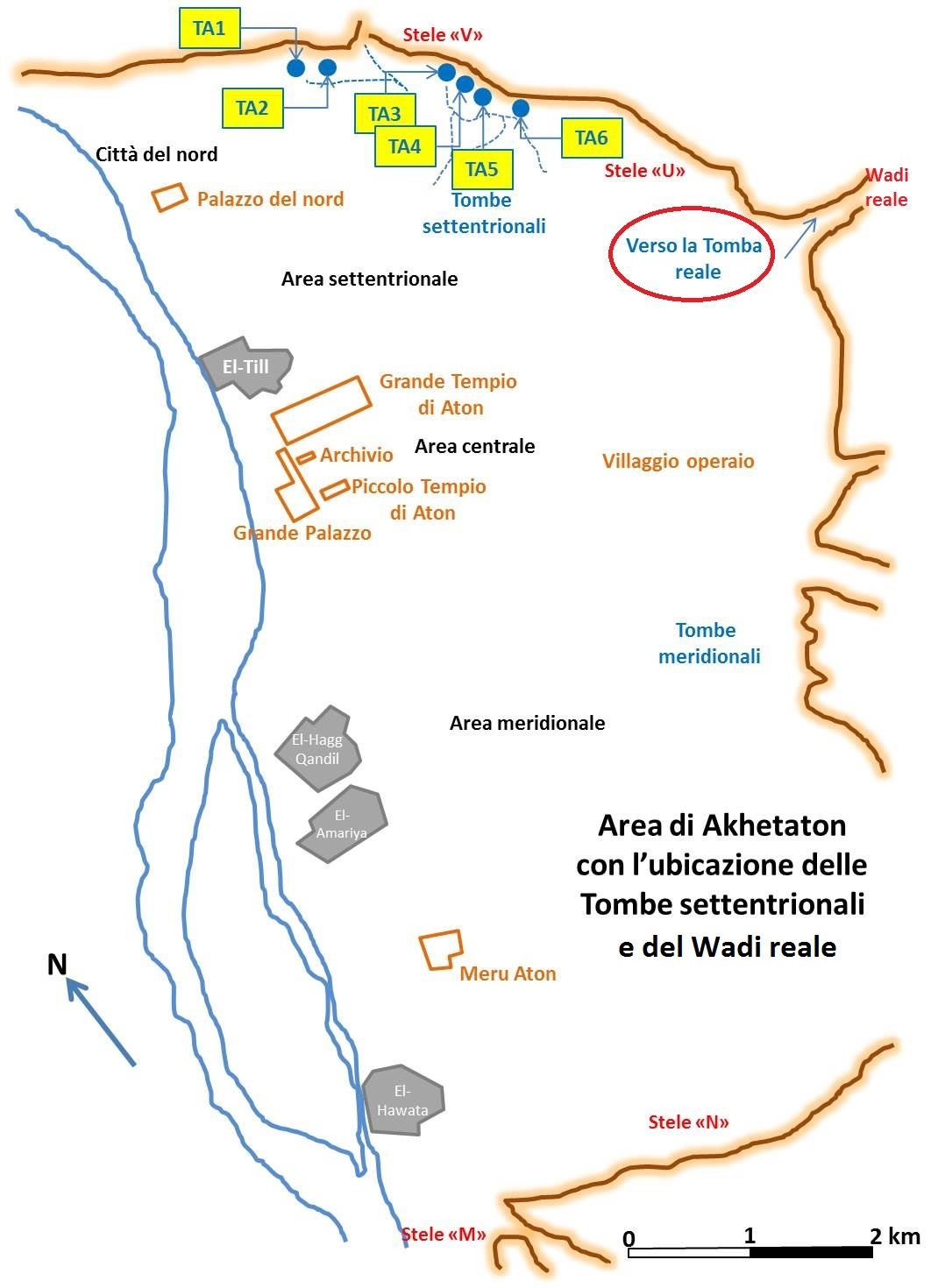
Planimetria delle necropoli dell'area amarniana

Con la locuzione Tombe dell'Uadi Reale (localmente noto come Wadi Abu Hassah el-Bahari) si indica un gruppo di sepolture ubicate nell'area dell'antica Akhetaton, oggi nota come Amarna, sita in Egitto, capitale voluta e costruita dal faraone Amenhotep IV/Akhenaton della XVIII dinastia. La città venne abbandonata circa 30 anni dopo la sua fondazione. Nella stessa area esistono altre tombe note come Tombe dei nobili. Le tombe vennero ugualmente abbandonate e in parte riutilizzate in epoca moderna come romitaggi di monaci copti. L'abbandono millenario e i danni causati dalla presenza umana hanno spesso reso irriconoscibili le strutture originarie e danneggiato pesantemente, quando non reso illeggibili, scene pittoriche e rilievi parietali.

## Le tombe meridionali: l'Uadi Reale
La zona pianeggiante in cui sorge Amarna è circondata da alte falesie che superano talvolta l'altezza di 100 m, queste sono interrotte da uadi, ovvero dal letto di antichi fiumi; uno di questi conduce, a circa 6 km dalla città, all'area in cui si trova la cosiddetta Tomba reale, termine tuttavia forse non aderente all'effettiva destinazione della tomba stessa. Fin dall'inizio del suo regno, Amenhotep IV/Akhenaton aveva sperato di poter trasformare la stessa Tebe nell'"Orizzonte di Aton". Per tale motivo, seguendo la tradizione dei suoi predecessori della XVIII dinastia, aveva di certo iniziato a far predisporre la sua sepoltura nella Valle dei Re e, verosimilmente, nei pressi della tomba del padre Amenhotep III (KV22). Sulla base di posizionamento e metodi di scavo, si è oggi propensi ad individuare tale sepoltura nella incompiuta KV25, ubicata nella West Valley, o nella vicina KV23 di Ay.
Tenendo tuttavia fede al contenuto delle steli confinarie di mai più sconfinare dalla città, il faraone Akhenaton fece preparare la sua tomba in un uadi, in una sorta di riproduzione in miniatura della Valle dei Re tebana. Nel medesimo uadi trovarono posto anche altre quattro tombe pertinenti, forse, a personaggi facenti parte della famiglia reale o, comunque, connesse a eventi di particolare rilevanza, come quella (TA28) per la sepoltura dei tori Mnevis. La TA26, denominata Tomba Reale, venne molto verosimilmente realizzata per la sepoltura del re, ma questa, all'atto della scoperta, risultò depredata così avvalorando il convincimento che il sovrano fosse stato sepolto o, più probabilmente, risepolto, in una tomba della Valle dei Re, che venne individuata nella KV55. 
La vita di Akhetaton durò, complessivamente, circa 30 anni ed il suo abbandono iniziò nei primi anni di regno di Tutankhamon a cui potrebbe essere peraltro imputabile la traslazione del corpo di Akhenaton:
| Catalogazione            | Titolare                                                      | Titolo                                       | Necropoli   | Note |
| ------------------------ | ------------------------------------------------------------- | -------------------------------------------- | ----------- | --- |
| TA26 (Tomb of Amarna 26) | Akhenaton                                                     | Faraone e famiglia                           | Tomba reale | unica decorata; la tomba avrebbe dovuto accogliere, verosimilmente, tutta la famiglia reale: Tiye, madre del re; Maketaton, figlia; Kiya, Sposa secondaria; forse Nefertiti |
| TA27                     | non noto forse prevista per un re (?) (si ipotizza Smenkhara) | non noto                                     | Uadi Reale  | circa 500 m dalla Tomba reale; non ultimata, scavi interrotti dopo il primo corridoio; presenta una scala di accesso e uno scivolo centrale per agevolare il trasporto del sarcofago. La presenza dello scivolo, e l'ampiezza della porta, pari a quella della tomba reale, ha fatto ipotizzare che si trattasse di una sepoltura a sua volta destinata a un re, forse al successore diretto di Akhenaton, Smenkhara |
| TA28                     | Tori Mnevis (?)                                               |                                              | Uadi Reale  | circa 500 m dalla Tomba reale; tre locali. È noto che fosse stata prevista dal re una tomba per la sepoltura dei tori Mnevis, ma questa non è mai stata definitivamente individuata. L'assegnazione alla AT28 deriva dalla somiglianza planimetrica con la tomba dei tori Apis di Saqqara, nonché dal ritrovamento nelle vicinanze, negli anni '80 del '900, di numerosi teschi e ossa di toro verosimilmente derivanti, tuttavia, da scavi precedentemente eseguiti nell'area. Essendo l'unica completata, si ritiene che possa essere stata effettivamente occupata e si ipotizza che titolare sia stata la regina secondaria Kiya. |
| TA29                     | Neferneferura (?)                                             | principessa, figlia di Akhenaton e Nefertiti | Uadi Reale  | circa 500 m dalla Tomba reale e circa 7 dalla AT28; non ultimata, scavi interrotti dopo il quarto corridoio. È costituita, planimetricamente, da un corridoio che, attraverso tre settori con variazione della pendenza, discende fino a 40 m di profondità. La discesa si interrompe nel quarto corridoio. Tutte le pareti e i soffitti erano intonacati e non esiste camera funeraria. Si ritiene possa essere stata usata come deposito e ricovero per gli operai che lavorarono alla realizzazione della TA27; |
| TA30                     | non noto                                                      | non noto                                     | Uadi Reale  | non ultimata; a pochi metri dalla tomba reale, molto piccola. Si ipotizza non fosse destinata a essere una sepoltura ma che si tratti, in realtà, di un deposito o di una sala per imbalsamazione. |

### Annotazioni
1. ↑  Sulle steli confinarie del primo gruppo (K, X, M) si legge: "Sia scavata per me [Akhenaton] una tomba nella montagna orientale [di Akhetaton]. Sia scavata la mia sepoltura in essa per i milioni di giubilei che l'Aton, mio padre, ha decretato per me. Sia scavata la sepoltura per la Grande Sposa Reale Nefertiti per i milioni di anni che l'Aton, mio padre, decretò per lei. Lascia inoltre che sia fatta in essa la sepoltura della figlia del Re, Meritaton, per milioni di anni".
2. ↑  Il toponimo Akhetaton, o simile, venne originariamente assegnato alla stessa Tebe, come desumibile da un'iscrizione su una sedia del corredo funebre di un tale Nakhy che, a Tebe, indica se stesso come "servo del Luogo della Verità a occidente di Akhetenaton (sic)".
3. ↑  Ubicata nella Valle Occidentale (West Valley), è anche nota come WV25.
4. ↑  Altre ipotesi vedono, nella KV23, anche nota come WV23, il sepolcro previsto per la sepoltura di Tutankhamon.
5. ↑  Le steli, nel testo ripetitive, retoriche e pompose, prevedevano, nella parte principale, con modifiche relative ai periodi in cui furono erette e con variazioni minime tra di esse, un'introduzione con i titoli del re e della divinità, che recita: "In questo giorno [...] quando il re era in Akhetaton, la sua Maestà apparve su un grande carro di elettro, come Aton quando sorge all'orizzonte e riempie la terra con l'amore e la piacevolezza di Aton. Egli si incamminò sulla buona strada verso Akhetaton, il luogo del suo primevo evento, che Egli [Aton] scelse per comparire ogni giorno, e che suo figlio Waenra [Akhenaton] ha costruito per lui..."
6. ↑  I tori Mnevis venivano associati al sole e, almeno agli inizi della vita ad Akhetaton, godevano del favore reale tanto che si ritiene fossero allevati nel Palazzo del Nord.
7. ↑  Secondo Marc Gabolde, 2009, la 28 e la 29 furono le uniche tombe di quest'area ad essere effettivamente occupate. La presenza di un riferimento all'"anno I" consente di ipotizzare che la tomba venne scavata da uno dei successori di Akhenaton che soggiornarono ad Akhetaton (Smenkhara o Tutankhaton)

### Fonti
1. ↑  Reeves 2001, p. 127.
2. ↑  Porter e Moss 1968,  vol. IV, p. 230.
3. ↑  Davies 1903,  vol. V, pp. 19-34 e tavv. da XXV a XXXIII e da XXXVII a XLIII.
4. ↑  Reeves 2001,  p. 108.
5. ↑  Reeves 2001, pp. 127-130.
6. ↑  Gabold 2009, pp. 31-38.